# B. Mallapuram
B. Mallapuram é uma panchayat (vila) no distrito de Dharmapuri , no estado indiano de Tamil Nadu.

## Demografia
Segundo o censo de 2001,  B. Mallapuram  tinha uma população de 11,488 habitantes. Os indivíduos do sexo masculino constituem 52% da população e os do sexo feminino 48%. B. Mallapuram tem uma taxa de literacia de 64%, superior à média nacional de 59.5%; com 58% para o sexo masculino e 42% para o sexo feminino. 13% da população está abaixo dos 6 anos de idade.